# Duguetia eximia
Duguetia eximia este o specie de plante angiosperme din genul Duguetia, familia Annonaceae, descrisă de Friedrich Ludwig Diels. Conform Catalogue of Life specia Duguetia eximia nu are subspecii cunoscute.